# Roodbuikchachalaca
De roodbuikchachalaca (Ortalis ruficauda) is een vogel uit de familie sjakohoenders en hokko's (Cracidae). De wetenschappelijke naam van de soort is voor het eerst geldig gepubliceerd in 1847 door Jardine.

## Verspreiding
De soort komt voor in Colombia en Venezuela en telt 2 ondersoorten:
- O. r. ruficrissa: noordelijk Colombia en noordwestelijk Venezuela.
- O. r. ruficauda: van noordoostelijk Colombia tot noordelijk Venezuela, Tobago en Isla Margarita.

## Beschermingsstatus
Op de Rode Lijst van de IUCN heeft de soort de status veilig.